# Nau Capitânia
La caravelle Nau Capitânia est une réplique d'une caravelle portugaise de l'époque des grandes découvertes. Elle a été construite au chantier naval de la base navale d'Aratu, à l'occasion du 500ème anniversaire de la découverte du Brésil pour la Diretoria do Patrimônio Histórico e Documentação da Marinha.

## Historique
Le projet de construire une réplique du navire de Pedro Álvares Cabral pour voyager entre Salvador de Bahia et Santa Cruz Cabrália a été conçu par un groupe d'hommes d'affaires brésiliens, qui ont obtenu, à l'époque, une subvention de quatre millions de reais du gouvernement fédéral.

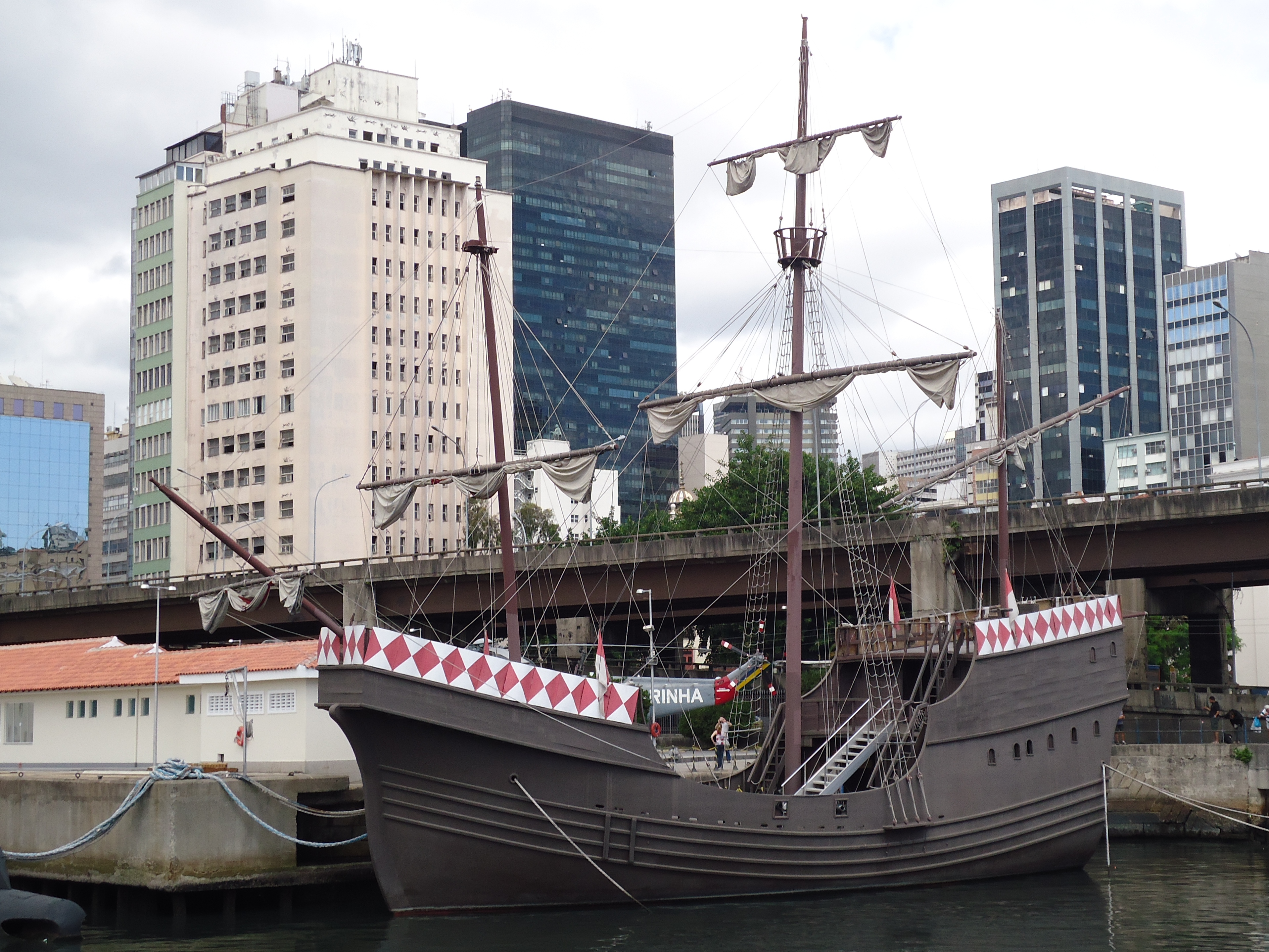
Nau Capitania à l'Espace Culturel de la Marine

Des erreurs techniques dans sa construction ont amené le navire à présenter une série de problèmes, ne pouvant pas naviguer à temps pour participer aux célébrations, ce qui a été largement critiqué par les médias à l'époque. Le Ministère Public et le Conseil Régional de l'Ingénierie, de l'Architecture et de l'Agronomie (CREA) de Bahia ont constaté des irrégularités dans la construction du navire, qui présentaient des problèmes de manque de lest, de mauvais dimensionnement du mât principal et de panne moteur. Certaines irrégularités dans la comptabilité des ressources ont également été signalées, ce qui a aggravé l'affaire. Le ministère des Sports et du Tourisme, à l'époque sous la direction du ministre Rafael Greca, a injecté des ressources supplémentaires dans le projet, par l'intermédiaire d'une entité peu connue, le Memorabilia Institute, soupçonné de détournement de ressources, ce qui aurait aggravé le problème.
Après être resté pendant sept ans à l'ancre au Clube Naval, par ordonnance du tribunal, le 20 mars de 2007  il a été officiellement remis au gouvernement fédéral, représenté par le Secrétariat spécial de l'aquaculture et de la pêche, remorqué à la Base navale de Rio de Janeiro où il est resté temporairement amarré.
Depuis septembre 2009, il est exposé à l'Espace Culturel de la Marine, dans le centre de Rio de Janeiro, identifié comme Nau dos Descobrimentos.